# 朝井瞳子
朝井 瞳子（あさい とうこ、1999年4月14日 - ）は、日本の女優。兵庫県出身。1カラット所属。

## 来歴
2018年、夏の所属オーディションにおいて、フロムファーストプロダクショングループの1カラットに合格した。また、立命館大学で法学を専攻し、2022年の3月に卒業した。

## 人物
大学1年生で現在の事務所に所属し、卒業までの3年間、夜行バスで東京に通っていた。趣味と特技は歌うこと、テニスの2つ。舞台「ゲートシティーの恋」では、ヒロインの美博を演じて、歌唱力を披露した。
埼玉県川口市を舞台とした映画「ロード・オブ・ONARI 〜未来へつなぐ想い〜」では、ベテラン俳優陣の中、ヒロインの萌を演じ、存在感を見せた。
ファンとの交流の場が欲しいということで2023年8月からライブ配信アプリ「Pococha」(株式会社ディー・エヌ・エー)を始める。

## 出演

### テレビドラマ
- ステイナイトミステリー 日暮里チャーリーズ（2020年8月2日、ABCテレビ） - サアヤ 役[6]
- DIVER-特殊潜入班-（2020年9月29日、関西テレビ）
- あんのリリック－桜木杏、俳句はじめてみました－（2021年2月27日、3月6日、WOWOW）[7]
- 声春っ!（2021年7月23日・30日、日本テレビ） - めぐみ 役
- 歴史探偵「吉原遊郭」（2021年10月6日、NHK総合） - 遊女 小雛 役
- ペットドクター花咲万太郎の事件カルテ（2022年3月26日、BS-TBS） - 佐久間渚 役
  - ペットドクター花咲万太郎の事件カルテ2〜お隣さんは殺人犯!?〜（2023年12月29日）
- 明日、私は誰かのカノジョ 第6話（2022年5月17日、MBS） - ホス狂の女の子 役[8]
- あの界隈を恋愛ドラマにしたら…不覚にもキュンときた #21「聖夜の有頂天ラブホテル」（2022年12月24日、中京テレビ）[9]
- サブスク彼女 第3話・第7話（2023年5月22日・6月19日、ABCテレビ） - 遠藤 役
- たそがれ優作 第2話（2023年10月14日、BSテレビ東京）
- ダブルチート 偽りの警官 Season2 第1話・第2話（2024年6月29日・7月6日、WOWOW） - カフェ店員 役
- 家政夫のミタゾノ 第7シーズン 第4話（2025年2月4日、テレビ朝日） - 工藤耕一の部下 役[10]
- 年下童貞くんに翻弄されてます（2025年4月25日 - 6月13日、MBS） - 鈴木由那 役[11]
- 能面検事 第1話（2025年7月11日、テレビ東京） - 桐原真澄 役[12]

### 映画
- 日本映画大学短編実習作品「私のヒーロー」（2019年1月1日）
- ロード・オブ・ONARI 〜未来へつなぐ想い〜（2022年1月17日） - 萌 役[13]
- さよなら、バンドアパート（2022年7月15日） - イチゴ 役[9]
- TURNING POINT（2022年4月9日・10日） - 長嶋幸子 役
- 神戸インディペンデント映画祭 2022「イミテイションブルー」（2022年11月26日） - 中村七香 役[9]

### CM
- 京浜急行電鉄（2019年）
  - 「三浦半島 for YOU 冬春 篇」（2020年）
- ロッテ 「ガーナアイス」（2019年）
- 小林製薬
  - 「ケアノキュア」（2020年）
  - 「アイボンWビタミン」姉妹篇（2022年）
- Sky株式会社（2021年）
- 味覚糖 UHA味覚糖 「グミサプリ」（2021年）
- 三國志真戦1周年記念ドラマ「知略を愛する者たちよ」（2022年）
- 「JRA×マイナビ ブランドムービー」（2022年）

### WEB
- キス×kiss×キス 〜パーフェクトスキャンダル〜（2022年7月1日 - 、Lemino）[14]
- 放課後ていぼう日誌 第1話（2023年6月13日、Lemino）
- ゾン100〜ゾンビになるまでにしたい100のこと〜（2023年8月3日、Netflix） - ゾンビ 役
- ポテトピクチャーズ（YouTube）
- 君は武道館に立てない（2025年7月9日 - 、BUMP） - 成島咲也加 役 ※主演[15][16]

| タイトル                                            | 役名 | 公開日         |
| --------------------------------------------------- | ---- | -------------- |
| 友達以上恋人未満の関係「好きって言ったらどうする?」 | 芽衣 | 2023年05月26日 |
| 真夜中の罪な口づけ「5秒間だけ目つぶって」           | 裕里 | 2023年06月09日 |
| 失くした恋の行方「だから俺で妥協しない?」           | 志乃 | 2023年07月14日 |
| 恋が終わる瞬間「あなたが運命の人だと思ってた」      | 菜那 | 2023年09月22日 |
| 秘密の口づけ「ズルいのはどっち?」                   | マイ | 2023年10月06日 |

### 舞台
- 「ゲートシティーの恋」シティーチーム（2022年3月16日 - 3月20日、「劇」小劇場） - ヒロイン・美博 役
- 「恋する蝉死暮れ」（2022年8月26日 - 28日、アトリエファンファーレ東新宿） - 主演
- ”STRAYDOG”30th Anniversary Product 「女の子ものがたり」（2023年3月4日 - 5日、ABCホール / 3月15日 - 19日、CBGKシブゲキ!!）
- 舞台「ANCESTORS」（2023年8月11日 - 20日、渋谷ギャラリー・ルデコ） - 子孫 役（Cチーム）[17]
- 鉛色の恋（2024年8月6日 - 12日、高田馬場ラビネスト） - Aチーム
- SKELETON COLOR 『さくら山荘 こけら落とし』（2025年8月20日 - 24日、劇場MOMO）[18]

### その他
- MAMALAID RAG「いつでもどこでも」（2021年1月22日）
- ナヒレ決議（2020年5月16日 - ）
- DJ MITSU THE BEATS feat.MARTER-「Faith in each other」（舞台「恋する蝉死暮れ」-映像版- テーマ曲）（2023年8月11日）
- 偽りのブルース（映画「イミテイションブルー」メインテーマ）（2022年11月26日）
- drive（映画「イミテイションブルー」主題歌）（2022年11月26日）